# Mohamed Maghraoui
Mohamed Maghraoui (en arabe : محمد مغراوي) est un footballeur international algérien né le 30 octobre 1976 à Hussein Dey dans la wilaya d'Alger. Il évoluait au poste de milieu de terrain.

## Biographie
Mohamed Maghraoui reçoit trois sélections en équipe d'Algérie en 1998. Il joue son premier match en équipe nationale le 5 juin 1998, contre la Bulgarie (défaite 2-0). Il joue son dernier match le 14 août 1998, contre la Libye (victoire 3-0).
En club, il évolue principalement en faveur du NA Hussein Dey et de la JS Kabylie. Il inscrit plusieurs buts dans le championnat d'Algérie.

## Palmarès
| JS Kabylie \| - Ligue 1 : - Vice-champion : 1998-99 et 2001-02. - Coupe d'Algérie : - Finaliste : 1998-99. \| - Coupe de la CAF (3) : - Vainqueur : 2000, 2001 et 2002. |  | NA Hussein Dey - Ligue 2 (1) : - Champion : 1995-96. |
| - Ligue 1 : - Vice-champion : 1998-99 et 2001-02. - Coupe d'Algérie : - Finaliste : 1998-99.                                                                            |  |                                                      |